# Псевдоросійський стиль

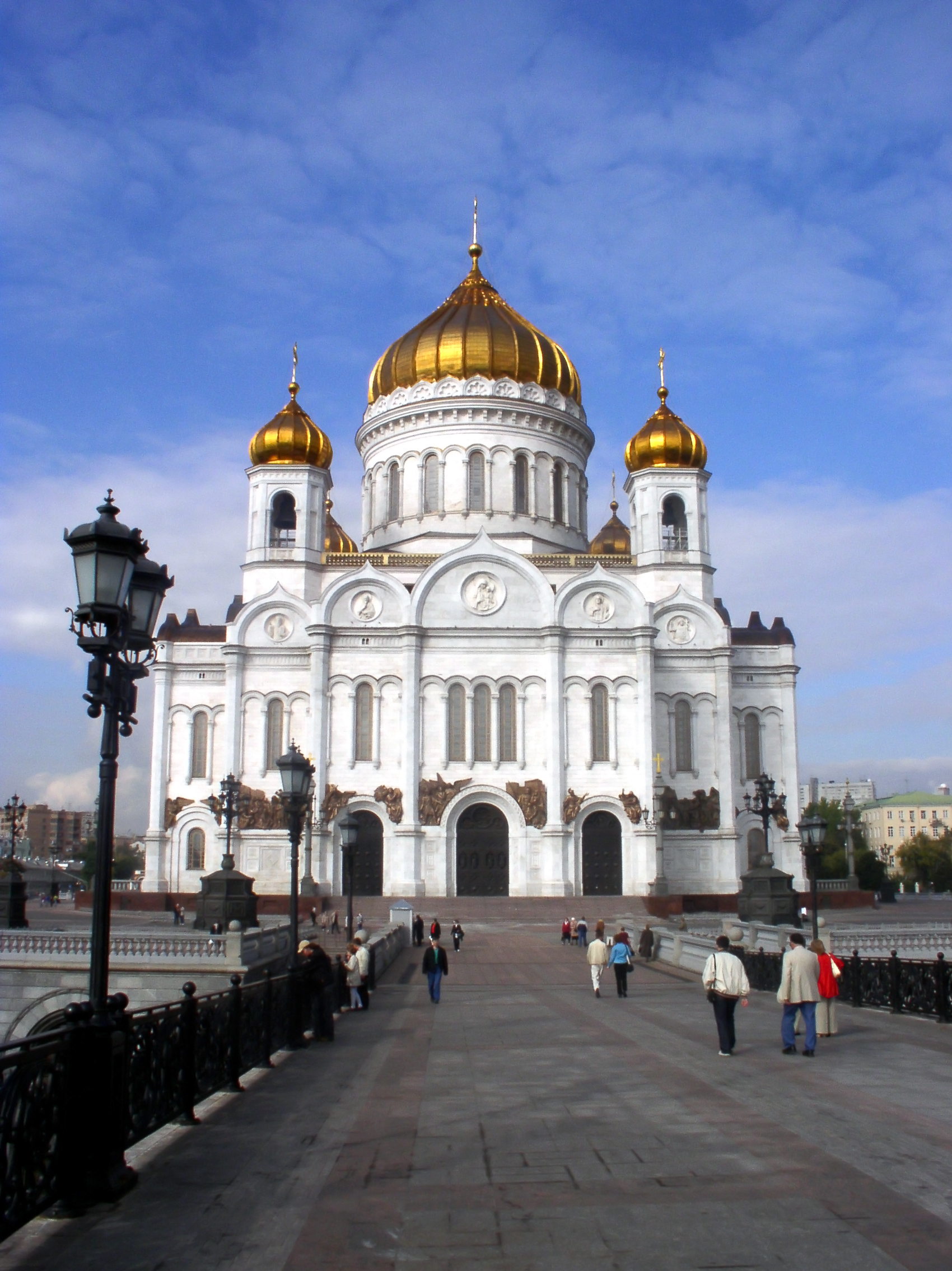
Храм Христа Спасителя — приклад російсько-візантійського стилю

Псевдоросійський стиль, також псевдоруський стиль (включає російсько-візантійський стиль) — умовне загальне найменування кількох різних за своїми ідейних витоків напрямків історизму в російській архітектурі XIX — початку XX століть, засноване на використанні традицій давньоруського і російського середньовічного та допетровського будівництва різних регіонів країни і народного мистецтва, а також асоційованих з ними елементів візантійської архітектури.

## В Україні
У псевдоросійському стилі працював український одеський архітектор Юрій Дмитренко.  За його проєктом збудована Будівля Селянського банку в Одесі на вулиці Маразліївській, 34.
У Києві на площі Українських Героїв у псевдоруському стилі збудовано прибутковий будинок Сніжка та Хлібникових. Витончена будівля з великою кількістю декоративних різьблених і ліпних елементів, великою мансардою та кутовою вежею-мінаретом було збудовано у 1901 під керівництвом архітектора Михайла Артинова.

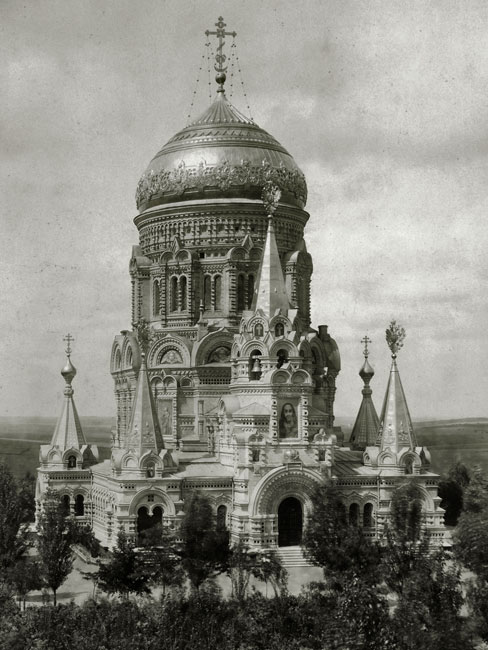
Храм Христа Спасителя (Бірки) — побудований на честь спасіння царської родини в катастрофі на потязі
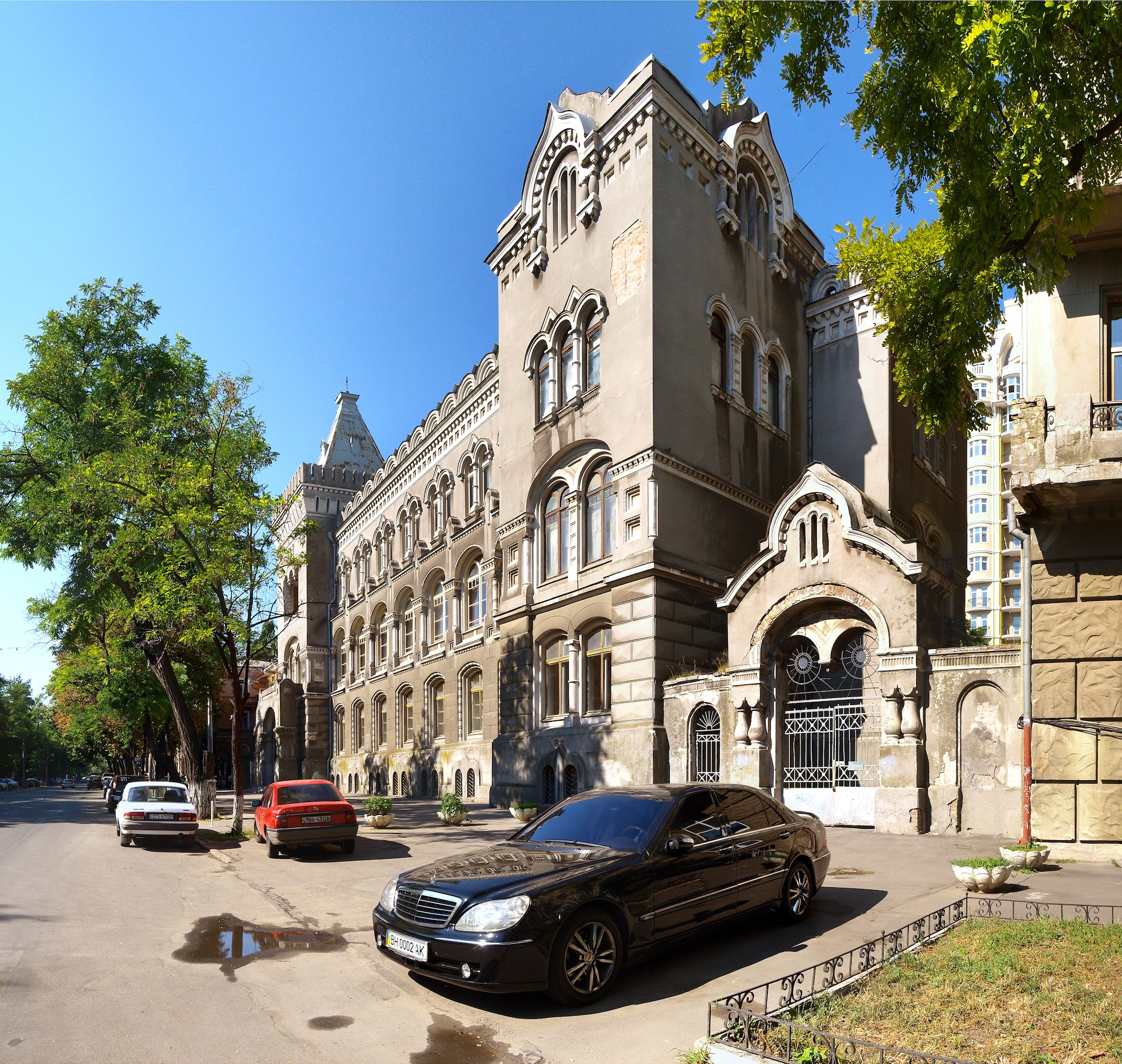
Будівля Селянського банку в Одесі, Вулиця Маразліївська, 34
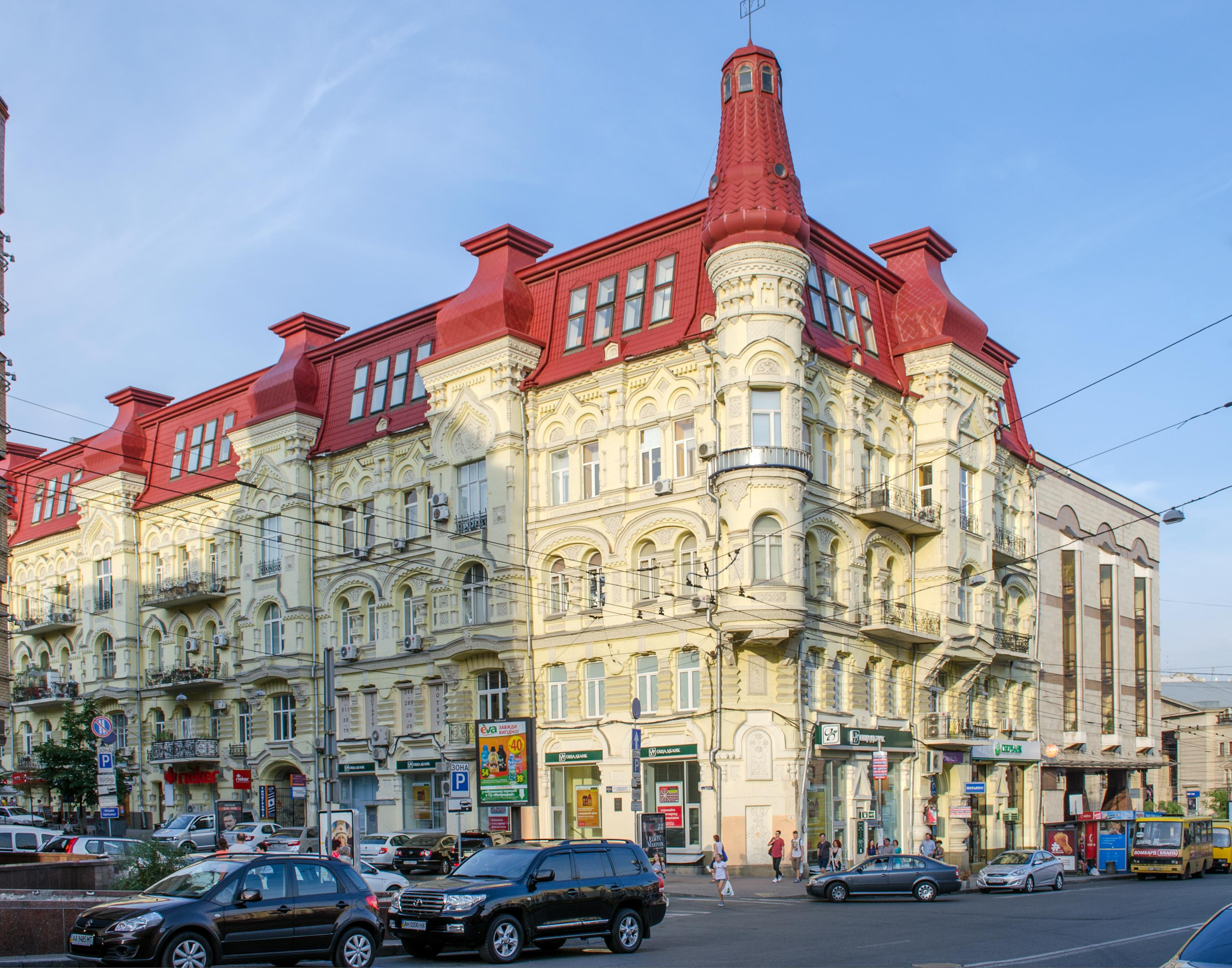
Прибутковий будинок Сніжко і Хлібникових у Києві, площа Українських Героїв
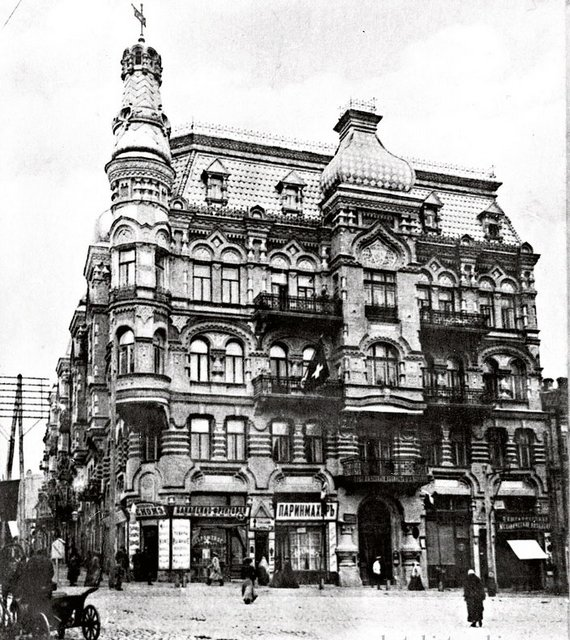
Прибутковий будинок Сніжко і Хлібникових у Києві, тоді — Караваєвська площа
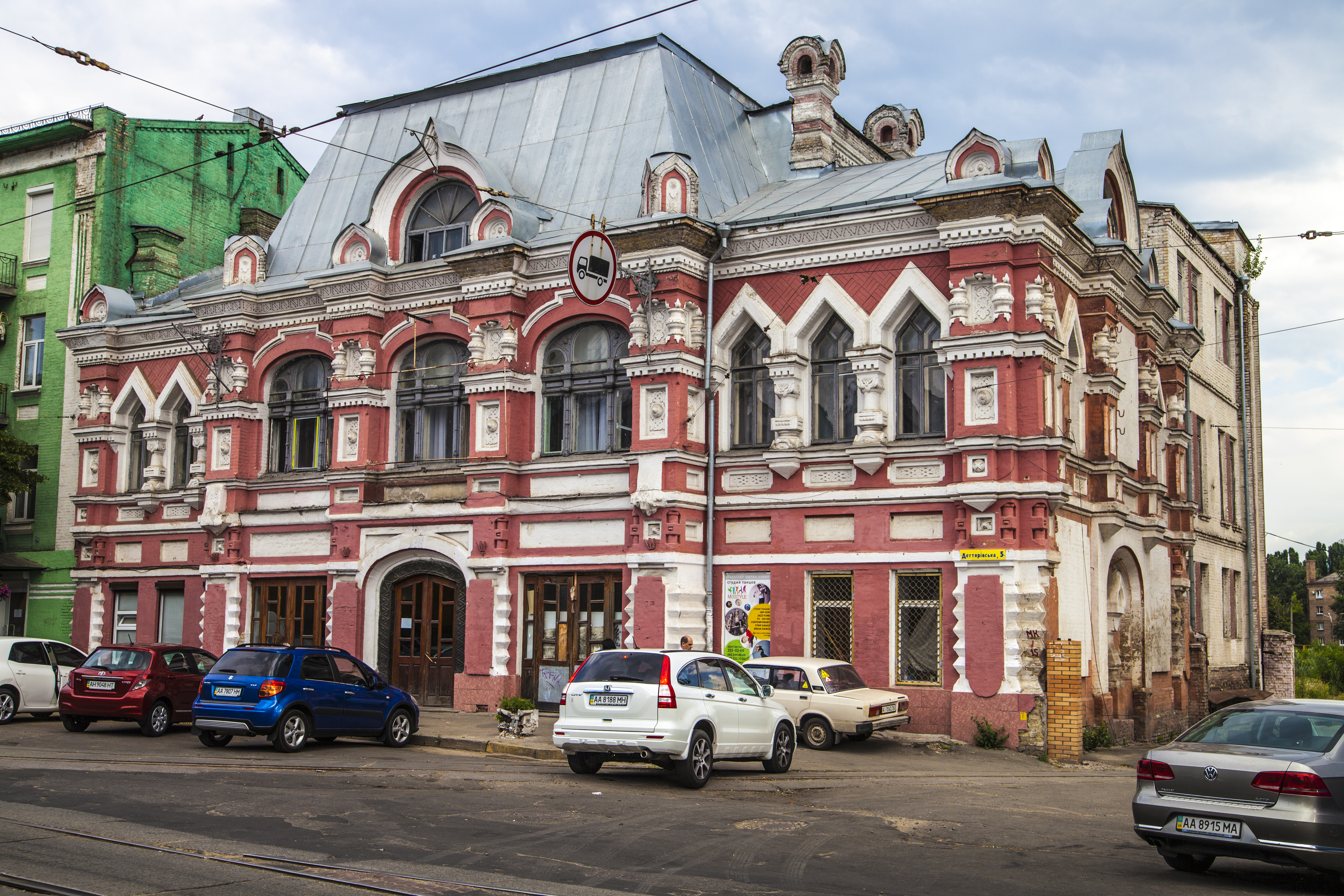
Лук'янівський народний будинок, вул. Дегтярівська, 5
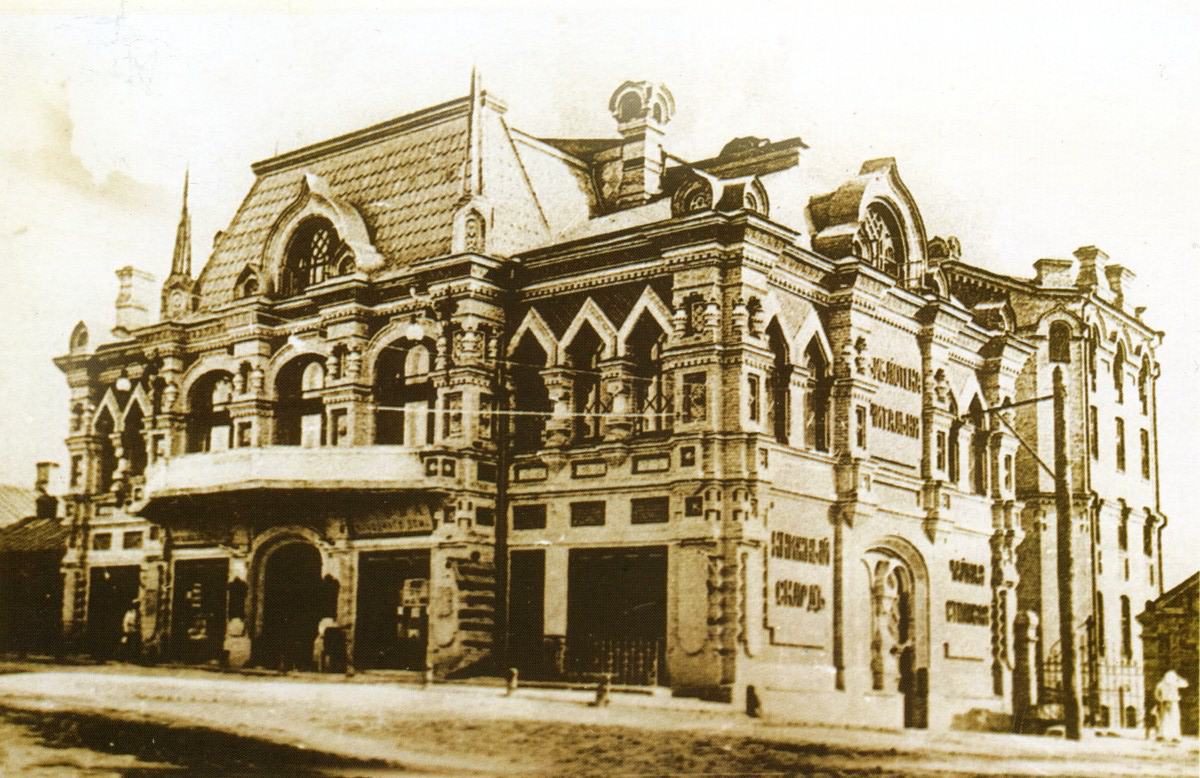
Лук'янівський народний будинок, 1902

## Галерея

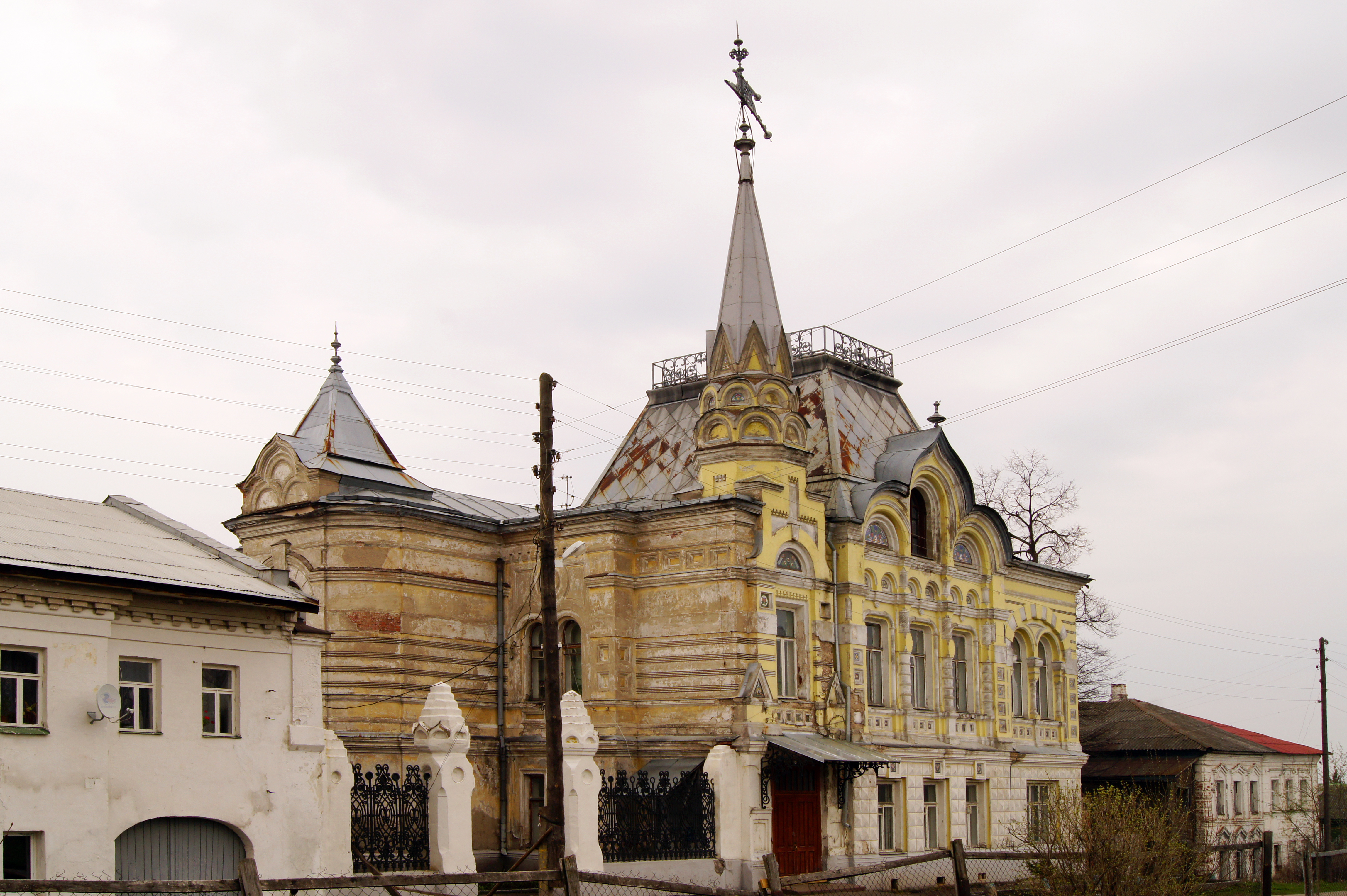
Садиба Локалова в селі Великому Ярославської області — приклад пам'ятки псевдоросійського стилю в провінції
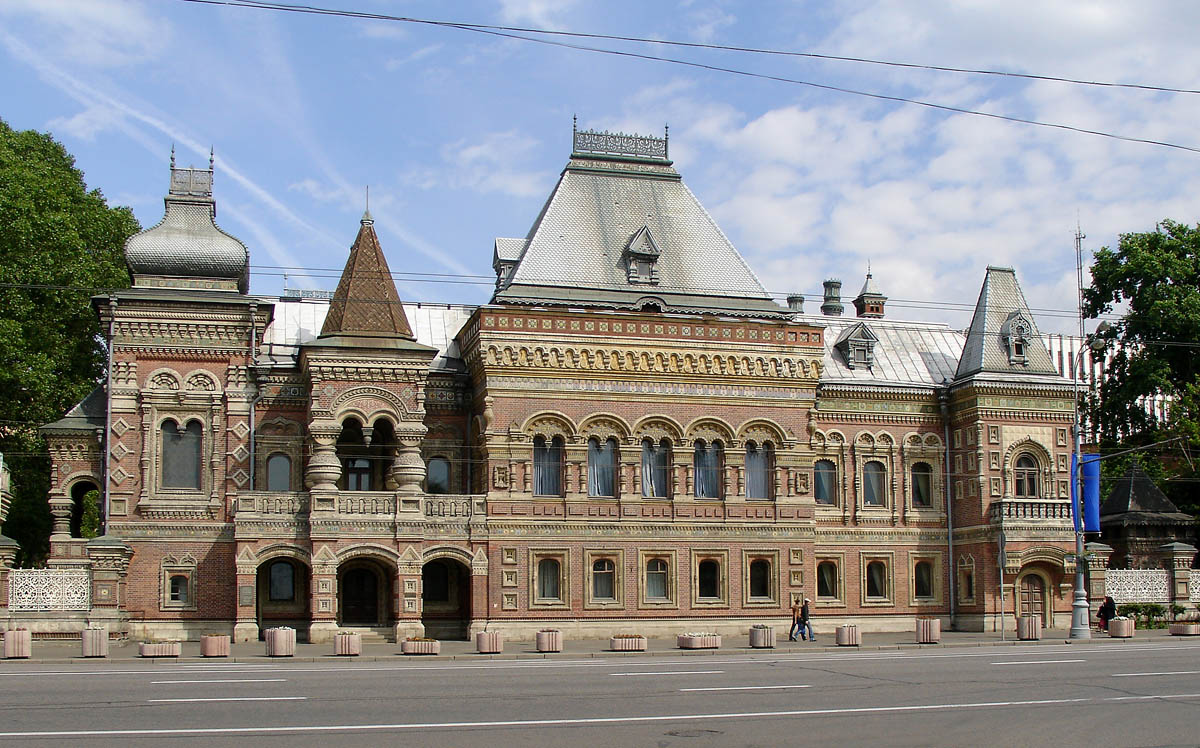
Будинок Ігумнова (1888—1895) в Москві — один з яскравих зразків стилю
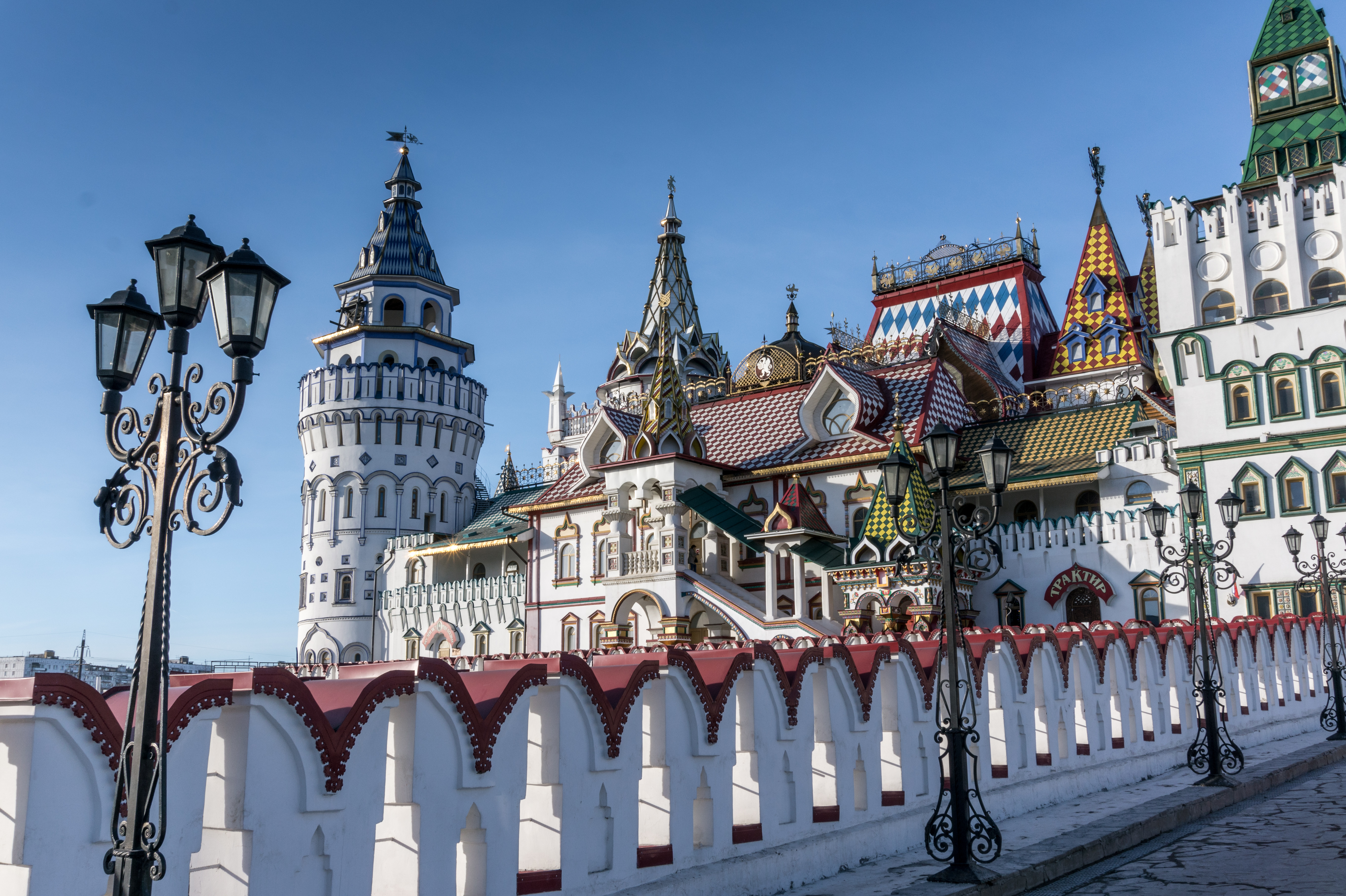
Ізмайловський кремль Москви (2001) — приклад псевдоросійського стилю в XXI столітті
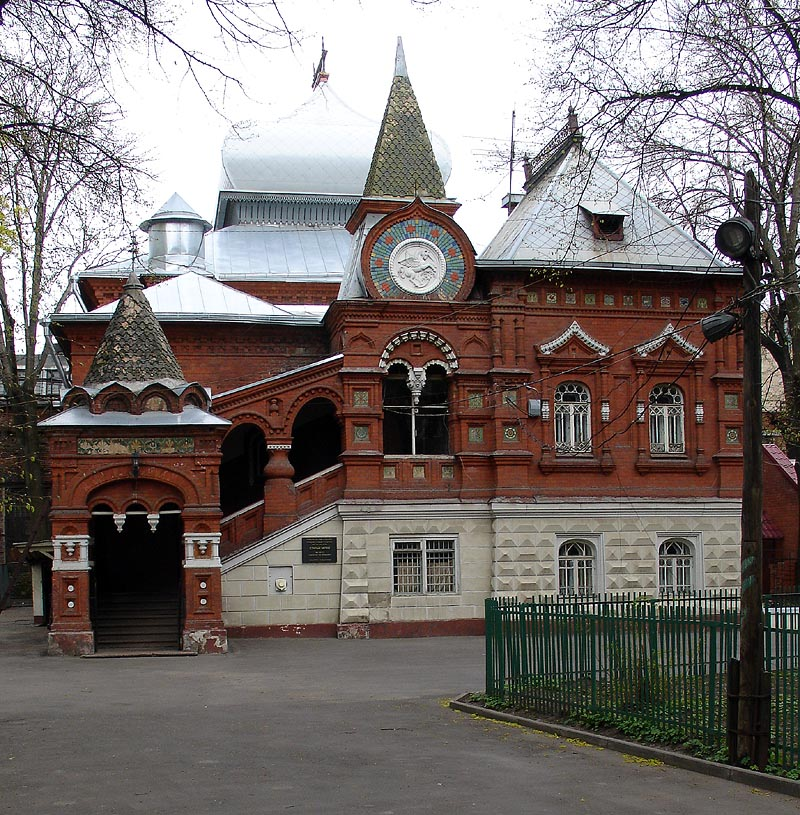
Особняк Щукіна в Москві, нині — Державний білологічний музей імені К. А. Тімірязєва
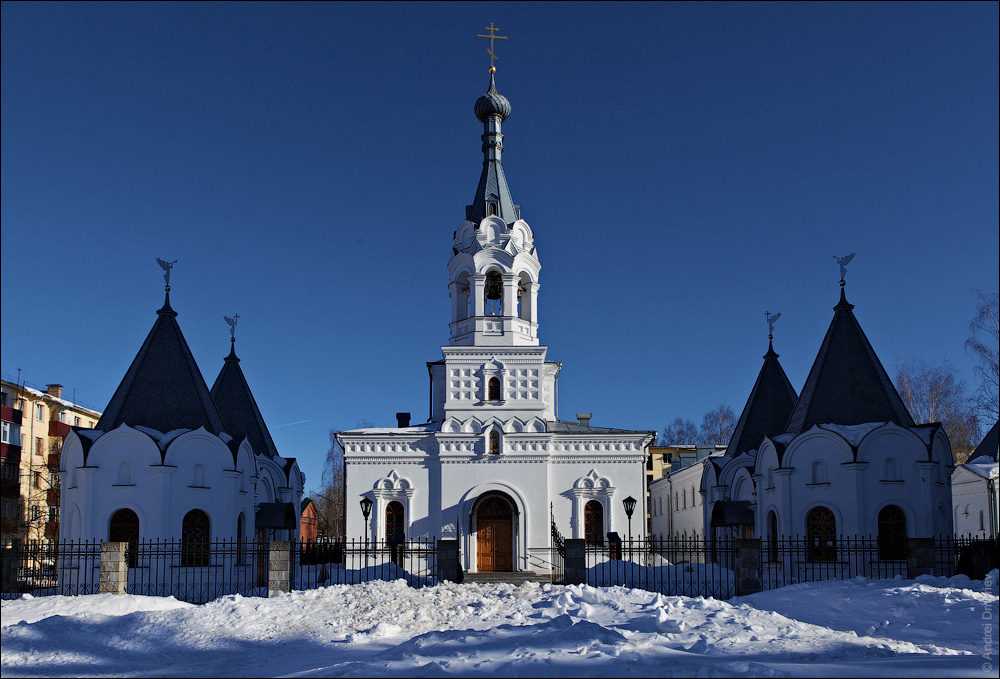
Свято-Георгієвський собор, Бобруйськ, Білорусь
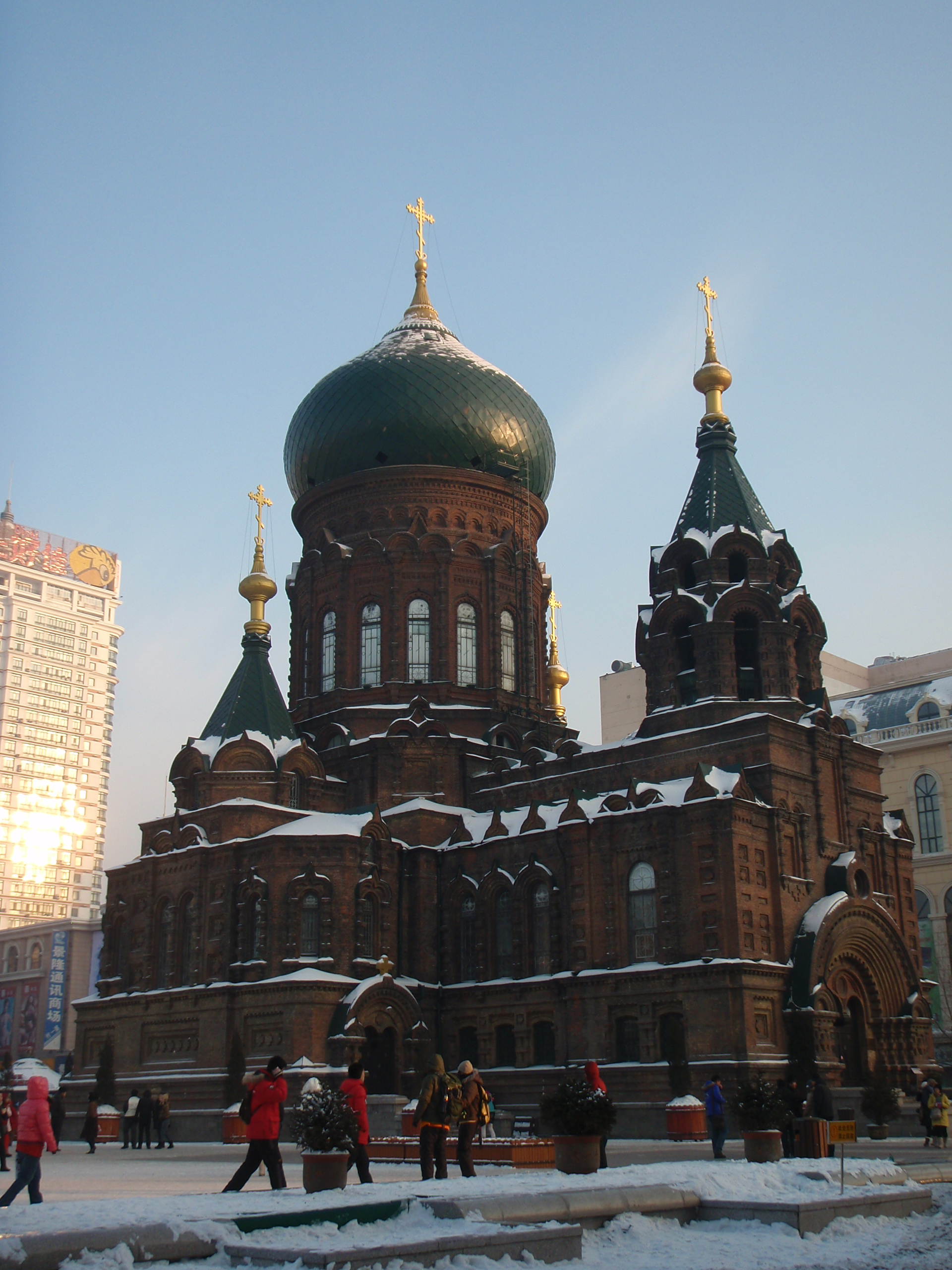
Собор святої Софії, Харбін, КНР